# Bonnie Somerville
Bonnie Somerville (Nueva York, 24 de febrero de 1974) es una actriz y cantante estadounidense. Ha interpretado papeles en varias películas y series de televisión, sobre todo como Mona en Friends,; también ha aparecido en NYPD Blue, Grosse Pointe,  The O.C., Cashmere Mafia. Interpretó a la Dra. Christa Lorenson en la primera temporada de la serie médica de la CBS Code Black.

## Biografía
Somerville nació y creció en Brooklyn. Empezó a actuar y a cantar muy joven, participando en obras de teatro en el instituto Poly Prep Country Day School de Bay Ridge, Brooklyn. Después estudió en el Boston College. A los 22 años, después de terminar su educación,  se trasladó a Los Ángeles, con el fin de tratar de actuar profesionalmente. Formó un grupo y consiguió un agente.
El 18 de octubre de 2008, a las 2:00 A.M., Somerville y una amiga salían de una fiesta celebrada por T-Mobile en Sunset Blvd, Hollywood, California, cuando un hombre se acercó a ella y le exigió su bolso. Se produjo una pelea, y su amiga recibió un disparo con una pistola calibre 22. Somerville le dio su bolso, y el tirador huyó. Todavía no ha sido detenido.

## Trayectoria
El primer trabajo como actriz de Somerville fue como extra en la película de 1996 City Hall. más tarde tuvo un papel protagonista en la miniserie de la CBS Shake, Rattle and Roll: An American Love Story (1999), como Lyne Danner, en la que también cantó. En 2000, Somerville protagonizó la serie Grosse Pointe, que se emitió en The WB de septiembre de 2000 a febrero de 2001.
En 2003, Somerville consiguió un papel recurrente como Rachel Hoffman, una antigua colega de Sandy Cohen, en la primera temporada de la serie dramática para adolescentes The O.C., de Fox. Apareció en la portada del número de mayo de 2004 de la revista Stuff, titulado "Girls of The O.C.", y más tarde en la portada del número de noviembre de 2005. En 2005, Somerville protagonizó la breve comedia Kitchen Confidential junto a Bradley Cooper. Durante la última temporada de NYPD Blue, tuvo un papel secundario como Det. Laura Murphy, apareciendo en quince episodios. Su canción "Winding Road" se incluyó en la banda sonora de Garden State, una película escrita y dirigida por Zach Braff. Hizo coros en el primer álbum de Joshua Radin, We Were Here (2006). Somerville fue cantante en la banda benéfica de versiones Band from TV, con Greg Grunberg, Bob Guiney, James Denton y Hugh Laurie, entre otros.
Somerville interpretó a Mona, la novia de Ross Geller, durante siete episodios de la octava temporada de la comedia de NBC Friends. Tuvo pequeños papeles en las películas Bedazzled (2000), Spider-Man 2 (2004) y Without a Paddle (2004). Durante la última temporada (2004-2005) de NYPD Blue como la Det. Laura Murphy. Apareció en 15 episodios.
En 2008, interpretó a Caitlin Dowd en la serie de comedia dramática de ABC Cashmere Mafia, su tercera serie de televisión producida por Darren Star, coprotagonizada con Lucy Liu, Miranda Otto y Frances O'Connor. Interpretó a Suzie Cavandish en la comedia romántica de ABC Family Labor Pains (2009), protagonizada por Lindsay Lohan. También apareció en las películas Shades of Ray (2008), The Ugly Truth (2009), The Search for Santa Paws (2010), Seven Below (2012), Fire with Fire (2012) y Treasure Buddies (2012). Somerville interpretó a Sam en la película de comedia The Best and the Brightest (2010) junto a Neil Patrick Harris.
Tuvo papeles como invitada en varios programas de televisión, como Gary Unmarried, Royal Pains, The Mentalist y Motive. En 2011, Somerville protagonizó el telefilme navideño de Hallmark Channel A Holiday Engagement, en el que canta la canción "Angels We Have Heard On High". En 2013, Somerville interpretó a la detective Mackenzie en la serie de drama criminal de la CBS Golden Boy, que se emitió durante una temporada. Interpretó a la doctora Christa Lorenson, una madura residente de primer año, en la primera temporada de la serie dramática médica Code Black. 

## Discografía
- Songs from Another Life EP (2009).